# نضال قيقة
نضال قيقة (11 مارس 1975 –) هي ممثلة، كاتبة ومخرجة تونسية.

## حياتها
عملت مع المخرج توفيق الجبالي في فيلم المجنون، الذي تم اقتباسه من عمل جبران خليل جبران عام 2000، ويتبع العديد من الدورات التدريبية (المسرح والرقص المعاصر). في وقت لاحق، وشاركت في فيلم تلفزيوني نادية وسارة للمخرجة مفيدة التلاتلي سنة 2004.
مع طارق بن شعبان، كتبت وأخرجت زيرو بيز، من إنتاج التياترو في عام 2003. في عام 2006، كتبت وأخرجت ساعة ونصف بعدي أنا من إنتاج المسرح الوطني التونسي، وفي عام 2008، فيلم حسب غاغارين، وهو أيضا إنتاج المسرح الوطني التونسي. وفي نفس العام، لعبت أيضاً دور مفيدة بورقيبة، الزوجة الأولى لأول رئيس لتونس، الحبيب بورقيبة، في ثلاثون، وهو فيلم روائي من إخراج فاضل الجزيري. في عام 2009، شاركت في الفيلم القصير لسهيل بن حميدة، العقل زينة.
في ديسمبر 2008، كانت من ضمن لجنة تحكيم مسابقة «الأشرطة الطويلة» في أيام قرطاج السينمائية مع ماركو مولر ونور صباغ. وفي أغسطس 2009، شاركت في تأطير سيناريوهات الأفلام القصيرة في برنامج عشرة قصيرة، سبب واحد ، من طرف إبراهيم لطيف، بشراكة مع أنفينيتي سوليشن والجمعية التونسية للتوعية بالتبرع بالأعضاء.
في عام 2012، شاركت في مسرحيات إذاعية مثل أنتيجون ووحيد القرن. في نفس العام، نشرت روايتها الأولى بعنوان ماتيلد ب ، وهي رسالة خيالية من ماتيلد بورقيبة. حصلت الرواية على جائزة زبيدة بشير في 22 مارس 2013 في فئة «الإبداع الأدبي بالفرنسية».
شاركت في كتابة نص مسرحية برونتو غاغارين، ضمن مشروع الدراما العربية المعاصرة. النص الذي تم اختياره في فبراير 2013 من قبل العراقي مهند الهادي، يشير مباشرة إلى إضرابات قفصة التي وقعت في عام 2008. وفي نوفمبر 2013، نشرت برونتو غاغارين في نسخة ثنائية اللغة من قبل منشورات إليزاد وقدمت في «فريش بيل دو ماي» في مرسيليا. تم اختيار نفس المسرحية من قبل مهرجان أفينيون في عام 2014، بالتعاون مع الشريك الرسمي، راديو فرنسا الدولي.
في عام 2013، كتبت وأخرجت الفيلم القصير كابيلا، الذي تم اختياره في المسابقة الوطنية للدورة 25 من مهرجان قرطاج السينمائي في 2014.
في عام 2015، قامت بترجمة الحياة حلم، وهي مسرحية للكاتب المسرحي الإسباني بيدرو كالديرون دي لا باركا، بالدارجة التونسية، من إخراج ديفيد بوباي، عائشة مبارك وحافظ ضو، وأنتجها المعهد الفرنسي في تونس وأيام قرطاج المسرحية.
في نفس العام نشرت روايتها الثالثة شارع الحزن. وتم تقديم هذه الرواية وتوقيعها في الكتب المغاربية في باريس في فبراير 2016.
في عام 2017، صنعت فيلمها القصير الثاني، أسترا، والذي تم اختياره في المسابقة الرسمية لمهرجان دبي السينمائي الدولي.

## التعليم
نضال قيقة حاصلة على دكتوراه في اللغويات والتعليم الجامعي منذ عام 2002. ومن عام 2011 إلى عام 2012، أصبحت كاتبة عمود في إذاعة تونس الدولية. 

## بيبليوغرافيا
- 2012: ماتيلد ب، (ردمك 978-9-938-01060-2)
- 2013: برونتو غاغارين، (ردمك 978-9-973-58059-7)
- 2015: شارع الحزن، (ردمك 978-9-938-07138-2)

## روابط خارجية
- نضال قيقة على موقع IMDb (الإنجليزية)
- نضال قيقة على موقع قاعدة بيانات الأفلام العربية